# Цуно (Миядзаки)
Цуно (яп. 都農町 Цуно-тё:) — посёлок в Японии, находящийся в уезде Кою префектуры Миядзаки. Площадь посёлка составляет 102,33 км², население — 10 482 человека (1 августа 2014), плотность населения — 102,43 чел./км².

## Географическое положение
Посёлок расположен на острове Кюсю в префектуре Миядзаки региона Кюсю. С ним граничат город Хюга и посёлки Каваминами, Кидзё.

## Население
Население посёлка составляет 10 482 человека (1 августа 2014), а плотность — 102,43 чел./км². Изменение численности населения с 1980 по 2005 годы:
| 1980 | 13 486 чел. |  |
| 1985 | 13 859 чел. |  |
| 1990 | 13 229 чел. |  |
| 1995 | 12 618 чел. |  |
| 2000 | 12 321 чел. |  |
| 2005 | 11 811 чел. |  |

## Символика
Деревом посёлка считается гинкго, цветком — орхидные, птицей — Zosterops japonicus.